# Avontuur (West-Kaap)
Avontuur is een wijk in de Zuid-Afrikaanse zogenaamde hoofdplaats (mean place) Uniondale in de provincie West-Kaap. Het dorp werd in 1765 gevestigd op de grond van de voormalige pachtboerderij met dezelfde naam. Het dorp ligt 11 kilometer ten zuiden van Uniondale aan de R62. De R339 leidt zuidelijk vanaf Avontuur via de Prins Alfredpas richting Knysna. Het dorp was het eindpunt van de smalspoorbaan vanuit Port Elizabeth.